# Everything All the Time
Everything All the Time es el álbum debut de la banda de indie rock Band of Horses, lanzado el 21 de marzo de 2006 bajo el sello discográfico Sub Pop.  La banda presentó el primer sencillo, "The Funeral", en el programa de televisión Late Show with David Letterman.

## Listado de canciones
1. "The First Song" – 3:43
2. "Wicked Gil" – 2:57
3. "Our Swords" – 2:26
4. "The Funeral" – 5:22
5. "Part One" – 2:36
6. "The Great Salt Lake" – 4:45
7. "Weed Party" – 3:09
8. "I Go to the Barn Because I Like The" – 3:06
9. "Monsters" – 5:21
10. "St. Augustine" – 2:41

- Datos: Q2706454